# متسلس
متسلس (به آلمانی: Metzels) یک شهر در آلمان است که در اشمالکالدن-ماینینگن واقع شده‌است. متسلس ۶۷۹ نفر جمعیت دارد.